# トモヱ乳業

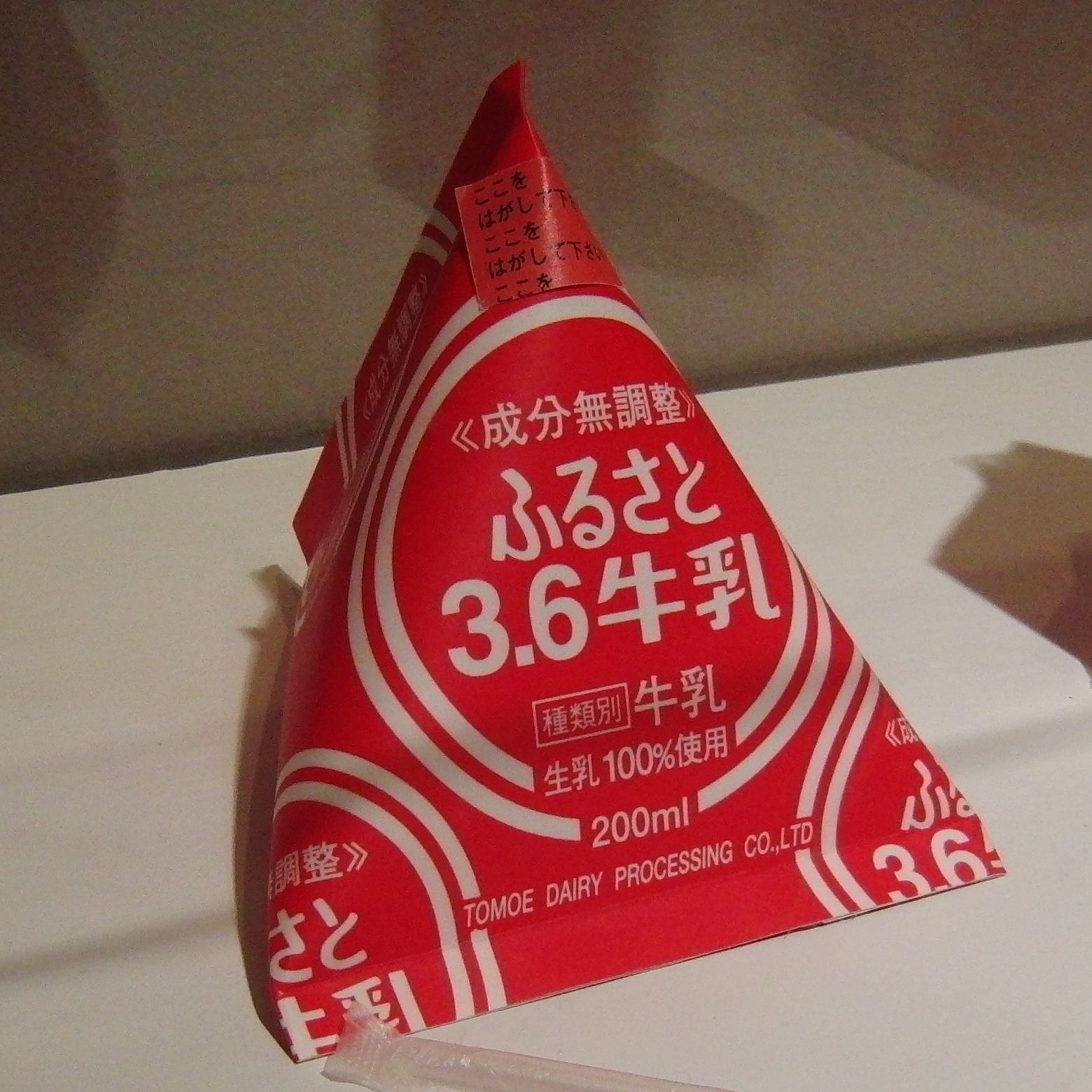
トモヱ乳業ふるさと3.6牛乳のテトラパック（牛乳博物館所蔵）

トモヱ乳業株式会社（ともえにゅうぎょう）は、茨城県古河市に本社をおく乳製品・飲料製造メーカー。

## 概要
トモヱ自社ブランドの他、ユナイテッド航空の成田国際空港発便の機内食、ネスレ日本が発売するヨーグルト、イオンが販売するトップバリュの低脂肪乳やヨーグルト、西友が販売する乳製品（みなさまのお墨付き）などを供給している。
日本国内の他、ミャンマー、中華人民共和国大連市にも進出している。
本社がある古河市内と、同族会社の富谷牛乳のある桜川市岩瀬地区の小中学校の給食では同社製の牛乳が出されており、地元ではかなりの知名度をもち、埼玉県向けにコバトンのデザインパッケージの給食用牛乳も提供している。

## エピソード等
- 本社工場には、世界・日本の酪農産業や文化などに関係した資料を展示する牛乳博物館を開設。カウベルのコレクションは開運!なんでも鑑定団でも紹介された。
- Jリーグ・水戸ホーリーホックのユニフォームスポンサーとなったことがある。

## 沿革
生産体制の歴史 - トモヱ乳業株式会社（外部リンク）
- 1941年（昭和16年）- 関東畜産工業株式会社として設立。
- 1951年（昭和26年）- 古河食品工業株式会社に社名変更。
- 1956年（昭和31年）- 富谷牧場（現在の富谷牛乳）が買収。中田俊男が社長に就任し、食肉加工業から乳業へ転換する。
- 1962年（昭和37年）- トモヱ乳業株式会社に社名変更。名前は古河の総鎮守・雀神社の社紋（巴）による。
- 1994年（平成6年) 3月 - 最新鋭工場が完成し、稼働。酪農文化、牛乳文化を紹介する牛乳博物館を併設。
- 1998年（平成10年）
  - 1月 - 厚生省より総合衛生管理製造過程（HACCP）の承認工場に認定される。
  - 乳業施設再編合理化に応じて富谷牛乳の処理加工を引き受ける。
- 2002年（平成14年）- ユナイテッド航空の機内食を供給。
- 2007年（平成19年）
  - 2月 - ISO 9001:2000（品質管理及び品質保証のための国際規格）認証取得。
  - 4月 - 中田俊男社長の社長就任50周年を期し、静御前の銅像を建立。
- 2013年（平成25年）
  - 2月 - 特高受電と無停電装置が稼働し、無停電工場となる。
  - 7月 - 第二工場を操業し、一市乳工場としては日本一規模の生産力を有するまでに成長。
- 2016年（平成28年）11月 - 「MILKとともに」をトモヱスピリッツの表現する言葉とする。
- 2017年（平成29年）2月 - 食品安全マネジメントFSSC22000の認証取得。
- 2022年（令和4年）6月 - 『古河市SDGsパートナー制度』に登録。
- 2023年 (令和5年) 3月 - 第13回「日本でいちばん大切にしたい会社」大賞 審査委員会特別賞を受賞。

## 子会社
- つくば航空 - つくば市にあるつくばヘリポートを拠点とする[1]。トモヱ乳業の社長がヘリコプター好きであったことから事業を展開した[1]。

## その他
トモヱふるさと3.6牛乳の一部にトモヱ乳業の施設がない北海道余市郡仁木工場製のものがあるが、これは倉島乳業仁木工場で生産された相手先ブランド名製造品（OEM）である。